# 皮埃尔·博涅
皮埃尔·博涅（法語：Pierre Baugniet，1925年7月23日—1981年），比利时男子花样滑冰运动员。他曾代表比利时参加1948年冬季奥林匹克运动会花样滑冰比赛，搭档米舍利娜·拉努瓦获得双人滑金牌。